# Shane Jennings
Pour les articles homonymes, voir Jennings.
Pas d'image ? Cliquez ici

a Compétitions nationales et continentales officielles uniquement.

b Matchs officiels uniquement.
Dernière mise à jour le 23 février 2017.
Shane Jennings, né le 8 juillet 1981, est un joueur irlandais de rugby à XV. IL compte 13 sélections avec l'équipe d'Irlande de 2007 à 2012, évoluant au poste de troisième ligne aile. 

## Biographie
Il obtient sa première sélection avec l'équipe d'Irlande le 2 juin 2007 face à l'équipe d'Argentine.

## Palmarès
- Avec Leicester
  - Vainqueur du championnat d'Angleterre en 2007
  - Vainqueur de la coupe anglo-galloise en 2007

- Avec le Leinster
  - Vainqueur de la Celtic League/Pro12 en 2008, 2013 et 2014
  - Vainqueur de la coupe d'Europe en 2009, 2011 et 2012
  - Vainqueur du Challenge européen en 2013

## Statistiques en équipe nationale
- 13 sélections
- 5 points (1 essai)
- sélections par année : 1 en 2007, 4 en 2008, 4  en 2010, 3 en 2011, 1 en 2012